# NGC 6922
NGC 6922 (другие обозначения — PGC 64814, UGC 11574, MCG 0-52-18, ZWG 373.17, IRAS20272-0221) — спиральная галактика (Sc) в созвездии Орёл.
Этот объект входит в число перечисленных в оригинальной редакции «Нового общего каталога».
В галактике вспыхнула сверхновая SN 2010il типа Ib/c, её пиковая видимая звездная величина составила 16,4.